# Loretta
Loretta ist ein weiblicher Vorname, der vor allem im englischen Sprachraum gebräuchlich ist. Loretta ist die weibliche Form von Lorenz, der seinen Ursprung in dem altrömischen Beinamen Laurentius (=der aus der Stadt Laurentum Stammende) hat.

## Varianten
- Loreta (litauisch)

## Namenstag
Der Namenstag von Loretta ist der 10. Dezember.

## Namensträgerinnen
- Loretta Bradley (* 1941), US-amerikanische Psychologin
- Loretta de Briouze, Countess of Leicester (unsicher: † 1266), englische Adlige und Einsiedlerin
- Loretta Claiborne (* 1953), US-amerikanische Marathonläuferin und Tennisspielerin
- Loretta Devine (* 1949), US-amerikanische Schauspielerin
- Loretta Dorman (* 1963), ehemalige australische Hockeyspielerin
- Loretta Doyle (* 1963), britische Judoka
- Loretta Goggi (* 1950), italienische Sängerin und Schauspielerin
- Loretta Harrop (* 1975), australische Triathletin
- Loretta di Lelio (1918–2013), italienische Opernsängerin (lyrischer Sopran), Gesangspädagogin und Belcanto-Expertin
- Loretta Long (* 1938), US-amerikanische Schauspielerin
- Loretta Lux (* 1969), deutsche Malerin und Fotografin
- Loretta Lynch (* 1959), US-amerikanische Juristin und Politikerin der Demokratischen Partei
- Loretta Lynn (1932–2022), US-amerikanische Country-Sängerin und -Songwriterin
- Loretta McNeil (1907–1988), US-amerikanische Leichtathletin
- Loretta Müller (* 1982), Schweizer Politikerin
- Loretta Müller (* 1987), deutsche Schauspielerin und Autorin
- Loretta Napoleoni (* 1955), italienische Journalistin und politische Analystin
- Loretta Pflaum (* 1972), österreichische Schauspielerin
- Loretta Sanchez (* 1960), US-amerikanische Politikerin
- Loretta von Sponheim (1300–1346), Gräfin aus dem Geschlecht der Sponheimer
- Loretta Stern (* 1974),  deutsche Schauspielerin
- Loretta Swit (1937–2025), US-amerikanische Schauspielerin
- Loretta Young (1913–2000), US-amerikanische Schauspielerin
- Loretta Walz (* 1955), deutsche Regisseurin, Autorin, Filmproduzentin und Dozentin für Filmproduktion und Mediengestaltung
- Loretta Wollenberg (* 1959), deutsche Schauspielerin und Regisseurin

### Fiktive Personen
- Stan genannt „Loretta“, Figur in der Filmkomödie Das Leben des Brian